# Fernanda Pinilla
Fernanda Paz Pinilla Roa, née le 6 novembre 1993, est une footballeuse internationale chilienne.

## Biographie
Elle participe avec l'équipe du Chili à la Coupe du monde 2019 organisée en France.
Elle participe également à deux Copa América, en 2014 et 2018. Elle est finaliste de l'édition 2018, en étant battue par le Brésil.

## Palmarès
- Finaliste de la Copa América en 2018 avec l'équipe du Chili

## Vie privée
Elle est lesbienne et féministe.